# Faas Eliaslaan 5-7
Woning Faas Eliaslaan 5b-7 is een gemeentelijk monument in Baarn in de Nederlandse provincie Utrecht. Het huis staat op het vroegere terrein van het landgoed Schoonoord. Achter het huis staat nog een tuinhuis dat bij villa Schoonoord heeft gehoord.

## Verbouwingen
In 1904 ontwierp architect J. Hartog het huis voor H. Proes. Later werden een achterkamer (1908) en een serre (1910) toegevoegd. 
In 1958 werd het pand gesplitst in twee woningen waarbij elke woning aan de achterzijde werd uitgebouwd.